# 1196 w literaturze
Wydarzenia literackie w 1196 roku.

## Nowe książki
- Piotr z Eboli, Liber ad honorem Augusti